# Бандо (город)
Бандо (яп. 坂東市 Бандо:-си) — город в Японии, находящийся в префектуре Ибараки. Площадь города составляет 123,18 км², население — 54 854 человека (1 августа 2014), плотность населения — 445,32 чел./км².

## Географическое положение
Город расположен на острове Хонсю в префектуре Ибараки региона Канто. С ним граничат города Дзёсо, Кога, Нода и посёлки Ятиё, Сакаи.

## Население
Население города составляет 54 854 человека (1 августа 2014), а плотность — 445,32 чел./км². Изменение численности населения с 1980 по 2005 годы:
| 1980 | 55 204 чел. |  |
| 1985 | 57 647 чел. |  |
| 1990 | 58 699 чел. |  |
| 1995 | 59 738 чел. |  |
| 2000 | 58 673 чел. |  |
| 2005 | 57 516 чел. |  |

## Символика
Деревом города считается Zelkova serrata, цветком — чай, птицей — Cettia diphone.